# Canton de Lantosque
Le canton de Lantosque est une ancienne division administrative française, située dans le département des Alpes-Maritimes et la région Provence-Alpes-Côte d'Azur.
Avant octobre 1953, le canton a pour chef-lieu la commune d'Utelle et est donc désigné sous le nom de canton d'Utelle.

## Composition
Le canton de Lantosque était composé des communes de :
| Nom                   | Code Insee | Intercommunalité           | Population (dernière pop. légale) |
| --------------------- | ---------- | -------------------------- | --------------------------------- |
| Lantosque (chef-lieu) | 06074      | Métropole Nice Côte d'Azur | 1 316 (2014)                      |
| Utelle                | 06151      | Métropole Nice Côte d'Azur | 812 (2014)                        |

## Représentation

### conseillers généraux de 1861 à 2015
Voir les articles sur Lantosque et sur Utelle.
| Période                | Identité                          | Parti              | Qualité |
| ---------------------- | --------------------------------- | ------------------ | --- |
|                        |                                   |                    | |
| 1861-1863              | Louis Roubaudi                    |                    | Professeur émérite de chimie, Utelle                                                                       |
| 1864-1871              | Comte André-Charles-Victor Reille |                    | Général de brigade Aide de camp de l'empereur Napoléon III Président du Conseil Général (1869-1870)        |
| 1871-1875              | Séraphin Navello (1828-1892)      |                    | Avocat, bâtonnier de l'Ordre des Avocats de Nice                                                           |
| 1875-1884              | Louis Thaon                       | Républicain        | Médecin, directeur de la Caisse de crédit à Nice                                                           |
| 1884-1894 (démission)  | Félix Poullan                     | Républicain modéré | Avocat, puis inspecteur du Crédit Foncier Adjoint au maire de Nice Député (1898-1914)                      |
| 1894-1897 (décès)      | Emile Passeroni (1862-1897)       | Républicain        | Avocat à Nice                                                                                              |
| 1898-1902 (démission)  | Dominique Durandy                 | Républicain        | Avocat à Nice, directeur du Petit Niçois                                                                   |
| 1902-1940              | Antoine Olivari                   | URD                | Industriel à Nice                                                                                          |
|                        |                                   |                    | |
| 1943-1944 (décès)      | Charles Passeron                  | PPF                | Médecin Conseiller d'arrondissement, maire de Lantosque Nommé conseiller départemental en 1943             |
|                        |                                   |                    | |
| 1945-1961              | Antoine Giacomoni                 | Rad.               | Avocat Sénateur (1946-1955) Ancien conseiller municipal de Bastia Ancien Premier adjoint au Maire de Dakar |
| 1961-1970 (démission)  | Paul Cléricy                      | DVG puis FGDS-CIR  | Directeur du syndicat d'initiative de Nice Député (1967-1968) Maire de Castagniers (1953-1970)             |
| 13 septembre 1970-1973 | Joseph Austoni                    | SE                 | Ingénieur des Arts et Métiers Maire d'Utelle (1959-1977)                                                   |
| 1973-1979              | Honoré Bailet                     | DVD                | Chef d'entreprise Conseiller municipal de Nice (1965-1989)                                                 |
| 1979-1985              | Michel Cardix                     | PS puis DVG        | Avocat, bâtonnier de l'Ordre des Avocats à Nice Maire de Lantosque (1977-1983)                             |
| 1985-2015              | Jean Thaon                        | RPR-UMP            | Chef d'entreprise Maire de Lantosque depuis 1983 Vice-président du Conseil général                         |

### Conseillers d'arrondissement (de 1861 à 1940)
| Période    | Période | Identité                     | Étiquette   | Qualité |
| ---------- | ------- | ---------------------------- | ----------- | --- |
| 1861       |         | Louis Massilia               |             | Docteur en médecine                                                                                         |
| avant 1869 | 1870    | Jean-François Dayderi        |             | Ancien avoué, propriétaire à Nice                                                                           |
| 1870       |         | Auguste Laurenti             |             | Géomètre à Nice                                                                                             |
|            |         |                              |             | |
| 1913       | 1922    | Camille Thaon                |             | Secrétaire de l'hospice des enfants déshérités de Nice Maire de Lantosque                                   |
| 1922       | 1940    | Charles Passeron (1883-1944) | Droite PPF, | Médecin, maire de Lantosque (1929-1944), suppléant du juge de paix                                          |
| 1940       |         |                              |             | Les conseils d'arrondissement ont été suspendus par la loi du 12 octobre 1940 et n'ont jamais été réactivés |

## Démographie
| 1962  | 1968  | 1975  | 1982  | 1990  | 1999  | 2006  | 2011  | 2012  |
| ----- | ----- | ----- | ----- | ----- | ----- | ----- | ----- | ----- |
| 1 652 | 1 573 | 1 335 | 1 170 | 1 428 | 1 507 | 1 884 | 2 079 | 2 085 |